# Liancourt-Fosse
Liancourt-Fosse är en kommun i departementet Somme i regionen Hauts-de-France i norra Frankrike. Kommunen ligger i kantonen Roye som tillhör arrondissementet Montdidier. År 2022 hade Liancourt-Fosse 292 invånare.

## Befolkningsutveckling
Antalet invånare i kommunen Liancourt-Fosse
| Referens: INSEE |